# Fundació Balmesiana
La Fundació Balmesiana és una institució dedicada a la promoció i difusió de la cultura catòlica, amb seu al Palau de la Balmesiana, davant de la plaça del Vuit de Març de Barcelona. Entre les entitats que alberga es troben l'Institut Filosòfic de Balmesiana i l'Institut Sant Tomàs, que tenen com a òrgan de difusió la Revista Espíritu. Disposa d'una biblioteca amb més de 50.000 volums.

## Història
El 1923, el sacerdot jesuïta Ignasi Casanovas va crear la Biblioteca Balmes com una secció de l'obra pia Foment de Pietat Catalana, fundada per mossèn Eudald Serra i Buixó el 1909.
Després de la Guerra Civil espanyola, les activitats de l'antic Foment de Pietat van ser assumides per dues fundacions canòniques i civils: la Fundació Balmesiana (successora de les activitats de la Biblioteca Balmes), que s'ocuparia de la promoció i difusió de la cultura catòlica, i la Fundació Cultura Religiosa (successora del Foment de Pietat), que mitjançant l'Editorial Balmes es dedicaria a publicar i difondre llibres de pietat, de litúrgia i d'espiritualitat. Mossèn Eudald Serra va dirigir-la fins a la seva mort (1967); el succeí Àngel Fàbrega i Grau i després Ramon Corts i Blay.
La direcció última de la Fundació està a càrrec d’un Patronat que presideix l'arquebisbe de Barcelona i n'és president un sacerdot de la Companyia de Jesús. Al pare Casanovas el van seguir com a presidents de la Fundació Balmesiana Fernando Mª Palmés, Cándido Dalmases, José O’Callaghan, Joan Roig Gironella -que va crear el 1951 l'Institut Filosòfic de Balmesiana- Pedro Suñer –que va crear el 2002 l'Institut Santo Tomás-, Josep Maria Benítez i Riera i, actualment, Héctor Vall.
Un decret episcopal de gener del 2023 establí la fusió de les diferents entitats que s'hi hostatgen (Fundació Balmesiana, Fundació Cultura Religiosa) amb el nom d'Institució Balmesiana, sota la direcció de l'arquebisbe. Les fundacions antecessores tindrien continuïtat com a seccions de la nova entitat, amb les mateixes tasques i una coordinació accentuada i la col·laboració de la Fundació Joan Maragall, traslladada a les instal·lacions de la Balmesiana.